# Chinnamulagund, Hirekerur
Chinnamulagund là một làng thuộc tehsil Hirekerur, huyện Haveri, bang Karnataka, Ấn Độ.